# Extraliga słowacka w piłce nożnej (2010/2011)
Extraliga słowacka (2010/2011) (znana także jako Corgoň Liga, ze względu na sponsora rozgrywek) jest 11. sezonem rozgrywek w piłce nożnej o mistrzostwo Słowacji. W rozgrywkach bierze udział 12 zespołów. Sezon rozpoczął się w lipcu 2010, a zakończył się w maju 2011. Tytułu broniła drużyna MŠK Žilina, ale nowym mistrzem została drużyna Slovan Bratysława.

## Drużyny
| Uczestnicy poprzedniej edycji                                                                                 | Uczestnicy poprzedniej edycji | Uczestnicy poprzedniej edycji | Uczestnicy poprzedniej edycji |
| --- | ----------------------------- | ----------------------------- | ----------------------------- |
| ŻYL | MŠK Žilina                    | 1                             |                               |
| SLB | Slovan Bratysława             | 2                             |                               |
| DBB | Dukla Bańska Bystrzyca        | 3                             |                               |
| NIT | FC Nitra                      | 4                             |                               |
| RUŻ | MFK Ružomberok                | 5                             |                               |
| SEN | FK Senica                     | 6                             |                               |
| STN | Spartak Trnawa                | 7                             |                               |
| TPR | Tatran Preszów                | 8                             |                               |
| DUB | MFK Dubnica                   | 9                             |                               |
| DDS | DAC Dunajská Streda           | 10                            |                               |
| KOS | MFK Koszyce                   | 11                            |                               |
| Awans z I ligi słowackiej w piłce nożnej                                                                      |                               |                               |                               |
| ZLM | FC ViOn Zlaté Moravce         | 1                             |                               |
| Oznaczenia: - kolumna pierwsza – skróty nazw drużyn, - kolumna trzecia – miejsce zajęte w poprzednim sezonie. |                               |                               |                               |

Po poprzednim sezonie do I ligi spadł MFK Petržalka (12.).

## Tabela
| Lp. | Drużyna                | M  | Z  | R  | P  | Bramki | Bramki | Różn. | Pkt | Uwagi                                         |
| --- | ---------------------- | -- | -- | -- | -- | ------ | ------ | ----- | --- | --------------------------------------------- |
| 1   | Slovan Bratysława (M)  | 33 | 20 | 8  | 5  | 63     | 22     | +41   | 68  | Liga Mistrzów UEFA • II runda kwalifikacyjna1 |
| 2   | FK Senica              | 33 | 18 | 7  | 8  | 54     | 30     | +24   | 61  | Liga Europy UEFA • III runda kwalifikacyjna   |
| 3   | MŠK Žilina             | 33 | 14 | 12 | 7  | 47     | 28     | +19   | 54  | Liga Europy UEFA • II runda kwalifikacyjna    |
| 4   | Spartak Trnawa         | 33 | 13 | 10 | 10 | 40     | 30     | +10   | 49  | Liga Europy UEFA • I runda kwalifikacyjna     |
| 5   | Dukla Bańska Bystrzyca | 33 | 13 | 9  | 11 | 39     | 32     | +7    | 48  |                                               |
| 6   | FC ViOn Zlaté Moravce  | 33 | 12 | 10 | 11 | 35     | 31     | +4    | 46  |                                               |
| 7   | MFK Ružomberok         | 33 | 10 | 11 | 12 | 23     | 33     | −10   | 41  |                                               |
| 8   | FC Nitra               | 33 | 11 | 7  | 15 | 30     | 51     | −21   | 40  |                                               |
| 9   | DAC Dunajská Streda    | 33 | 9  | 9  | 15 | 24     | 39     | −15   | 36  |                                               |
| 10  | MFK Koszyce            | 33 | 8  | 9  | 16 | 28     | 44     | −16   | 33  |                                               |
| 11  | Tatran Preszów         | 33 | 9  | 6  | 18 | 30     | 49     | −19   | 33  |                                               |
| 12  | MFK Dubnica (S)        | 33 | 7  | 10 | 16 | 23     | 47     | −24   | 31  | Spadek do I ligi                              |

### Mecze 1–22
W pierwszej części sezonu każdy zespół rozegrał z pozostałymi po 2 mecze – 1 jako gospodarz, 1 jako gość.
| Gospodarz \ Gość       | DDS | DUB | DBB | KOS | NIT | RUŻ | SEN | SLB | STN | TPR | ZLM | ŻYL |
| DAC Dunajská Streda    |     | 0:0 | 0:0 | 1:0 | 0:1 | 3:0 | 2:3 | 2:1 | 1:0 | 2:1 | 2:1 | 2:2 |
| MFK Dubnica            | 2:1 |     | 1:0 | 0:0 | 1:1 | 1:0 | 0:1 | 1:1 | 0:4 | 0:1 | 0:4 | 2:5 |
| Dukla Bańska Bystrzyca | 2:0 | 1:0 |     | 4:1 | 2:0 | 1:0 | 1:0 | 0:0 | 1:2 | 3:0 | 0:0 | 1:2 |
| MFK Koszyce            | 1:0 | 1:0 | 1:1 |     | 3:0 | 0:1 | 2:1 | 1:2 | 0:2 | 4:0 | 0:1 | 0:4 |
| FC Nitra               | 0:1 | 3:2 | 0:2 | 1:1 |     | 1:2 | 0:5 | 1:0 | 1:0 | 1:0 | 1:1 | 0:2 |
| MFK Ružomberok         | 2:0 | 0:1 | 1:0 | 2:2 | 1:0 |     | 1:2 | 0:0 | 0:0 | 1:0 | 1:1 | 1:1 |
| FK Senica              | 1:1 | 1:0 | 3:0 | 1:0 | 2:0 | 4:0 |     | 3:2 | 1:2 | 1:1 | 0:1 | 2:1 |
| Slovan Bratysława      | 1:0 | 6:1 | 2:0 | 2:0 | 0:0 | 3:0 | 2:2 |     | 1:1 | 4:0 | 3:0 | 0:1 |
| Spartak Trnawa         | 1:1 | 4:0 | 1:1 | 0:0 | 4:1 | 2:0 | 3:0 | 1:3 |     | 1:0 | 0:0 | 0:0 |
| Tatran Preszów         | 1:0 | 1:1 | 2:1 | 1:1 | 1:2 | 1:1 | 0:1 | 2:1 | 0:0 |     | 1:0 | 2:0 |
| FC ViOn Zlaté Moravce  | 1:1 | 2:1 | 0:2 | 4:1 | 1:2 | 3:0 | 0:0 | 1:1 | 2:0 | 1:0 |     | 0:4 |
| MŠK Žilina             | 0:0 | 0:0 | 3:3 | 2:0 | 5:1 | 3:1 | 0:0 | 2:2 | 1:1 | 2:1 | 2:1 |     |

Aktualne na 12 marca 2011. Źródło: Slovenský futbalový zväz
Objaśnienia:
1Drużyna gospodarzy jest wymieniona po lewej stronie tabeli.
Kolory: zielony – zwycięstwo gospodarzy, żółty – remis, różowy – zwycięstwo gości.

### Mecze 23–33
W drugiej części sezonu drużyny uczestniczące w rozgrywkach spotkały się ze sobą jednokrotnie – pary układane były według schematu przedstawionego w tabeli, gdzie kolejne liczby oznaczają miejsce zajęte przez dany zespół w sezonie 2008/2009 (numer 12 – beniaminek). Te, które zajęły miejsca 1–6 rozegrały 6 meczów jako gospodarze i 5 jako goście, pozostałe – 5 jako gospodarze i 6 jako goście.
| 23. kolejka                            | 24. kolejka                            | 25. kolejka                            | 26. kolejka                            | 27. kolejka                            | 28. kolejka                            |
| -------------------------------------- | -------------------------------------- | -------------------------------------- | -------------------------------------- | -------------------------------------- | -------------------------------------- |
| 1 – 12 2 – 11 3 – 10 4 – 9 5 – 8 6 – 7 | 1 – 2 8 – 6 9 – 5 10 – 4 11 – 3 12 – 7 | 2 – 12 3 – 1 4 – 11 5 – 10 6 – 9 7 – 8 | 1 – 4 2 – 3 9 – 7 10 – 6 11 – 5 12 – 8 | 3 – 12 4 – 2 5 – 1 6 – 11 7 – 10 8 – 9 | 1 – 6 2 – 5 3 – 4 10 – 8 11 – 7 12 – 9 |
| 29. kolejka                            | 30. kolejka                            | 31. kolejka                            | 32. kolejka                            | 33. kolejka                            |                                        |
| 4 – 12 5 – 3 6 – 2 7 – 1 8 – 11 9 – 10 | 1 – 8 2 – 7 3 – 6 4 – 5 11 – 9 12 – 10 | 5 – 12 6 – 4 7 – 3 8 – 2 9 – 1 10 – 11 | 1 – 10 2 – 9 3 – 8 4 – 7 5 – 6 12 – 11 | 6 – 12 7 – 5 8 – 4 9 – 3 10 – 2 11 – 1 |                                        |

| Gospodarz \ Gość       | DDS | DUB | DBB | KOS | NIT | RUŻ | SEN | SLB  | STN | TPR | ZLM | ŻYL |
| DAC Dunajská Streda    |     |     |     | 0:0 | 1:2 |     | 0:3 | 0:3  |     | 2:1 |     |     |
| MFK Dubnica            | 0:1 |     | 2:0 |     |     | 0:0 |     |      | 1:0 |     |     | 1:0 |
| Dukla Bańska Bystrzyca | 2:0 |     |     |     | 0:1 |     | 3:2 |      |     | 3:2 | 1:1 | 0:0 |
| MFK Koszyce            |     | 1:1 | 2:1 |     |     | 0:2 |     |      | 1:3 |     |     | 1:0 |
| FC Nitra               |     | 1:1 |     | 1:0 |     | 0:2 |     | 0:1  | 3:2 |     | 0:0 |     |
| MFK Ružomberok         | 1:0 |     | 0:0 |     |     |     | 3:2 |      |     | 0:1 | 0:0 | 0:0 |
| FK Senica              |     | 0:0 |     | 1:1 | 3:2 |     |     | 1:2  | 4:0 |     | 2:0 |     |
| Slovan Bratysława      |     | 3:1 | 3:1 | 4:0 |     | 1:0 |     |      | 3:0 |     | 1:0 |     |
| Spartak Trnawa         | 3:0 |     | 0:2 |     |     | 0:0 |     |      |     | 2:1 |     | 1:0 |
| Tatran Preszów         |     | 2:1 |     | 0:3 | 3:3 |     | 0:1 | 0:2  |     |     |     |     |
| FC ViOn Zlaté Moravce  | 3:0 | 2:1 |     | 1:0 |     |     |     |      | 1:0 | 2:3 |     |     |
| MŠK Žilina             | 0:0 |     |     |     | 2:0 |     | 0:1 | 0:32 |     | 2:1 | 1:0 |     |

Źródło: Slovenský futbalový zväz
Objaśnienia:
1Drużyna gospodarzy jest wymieniona po lewej stronie tabeli.
2Mecz zweryfikowany jako 3-0 dla drużyny Slovan Bratysława po tym, jak sędzia asystent został zaatakowany przez jednego z kibiców MŠK Žilina.
Kolory: zielony – zwycięstwo gospodarzy, żółty – remis, różowy – zwycięstwo gości.